# جائزة سان مارينو الكبرى 1992
جائزة سان مارينو الكبرى 1992 هو سباق فورمولا 1 أقيم بتاريخ 17 مايو 1992 في حلبة إنزو دينو فيراري، إيمولا، إميليا-رومانيا، إيطاليا. كان الخامس من أصل 16 في بطولة العالم لسباقات الفورمولا واحد موسم 1992. حلّ البريطاني نايجل مانسيل أولا بينما جاء الإيطالي ريكاردو باتريس في المركز الثاني وحصل على المركز الثالث البرازيلي آيرتون سينا.